# Subgrupo

## Definição
Em teoria dos grupos, um subgrupo de um grupo G é um subconjunto H de G que também seja um grupo para a mesma operação. Sejam {\displaystyle (G,*)} um grupo e {\displaystyle H} um subconjunto não vazio de {\displaystyle G}. Dizemos que {\displaystyle H} é um subgrupo de {\displaystyle G} se {\displaystyle H} é fechado para a operação de {\displaystyle G} e é um grupo.
Notação: {\displaystyle H\leq G.}

## Exemplos
- Os subgrupos de {\displaystyle \mathbb {Z} } são os conjuntos {\displaystyle n\mathbb {Z} } dos múltiplos de {\displaystyle n\,\!}, para cada {\displaystyle n\in \mathbb {Z} }.
- {\displaystyle (\mathbb {Z} ,+)}  é um subgrupo de {\displaystyle (\mathbb {Q} ,+);}
- O conjunto {\displaystyle \{1,i,-i,-1\}} é um subgrupo dos ({\displaystyle \mathbb {C} ,\cdot )}  com a multiplicação  usual de números complexos..

## Resultado Importante
Para verifcar se um dado subconjunto de um grupo é um subgrupo, precisamos mostrar que ele é fechado para a operação do grupo  e provar as três condições da definição de grupo. Contudo a proposição abaixo facilita este trabalho.
Proposição 1: Seja {\displaystyle H} um subconjunto não vazio de um grupo {\displaystyle G}.Então {\displaystyle H} é um subgrupo de {\displaystyle G} se e somente se,
para todo  {\displaystyle a,b\in H} implica que  {\displaystyle a*b^{-1}\in H.}

## Propriedades hereditárias
Os grupos têm as seguintes propriedades hereditárias, isto é, se um grupo tem uma das propriedades seguintes, também os seus subgrupos a têm:
- finitude
- comutatividade
- ciclicidade